# 重ウラン酸アンモニウム
重ウラン酸アンモニウムまたは重ウラン酸アンモン ((NH4)2U2O7) はウランの化合物の一つで、ウランを精製する際のイエローケーキ(ウラン精鉱) に含まれる。また、MOX燃料を製造する際の中間生成物である。英名の Ammonium diuranate から ADU と呼ばれることもある。「イエローケーキ」は重ウラン酸アンモニウムからなるウラン精鉱の外観が鮮黄色だったことから名付けられたものだが、現在は各種ウラン酸化物の混合物の総称として使われており、必ずしも黄色ではなくなっている。

## ウランの転換
六フッ化ウランや硝酸ウラニルから二酸化ウランを得ることを転換という。
重ウラン酸アンモニウムを経由する方法は ADU 法と呼ばれ、最も初期から利用されて実績が豊富な方法である。
六フッ化ウランを出発物質とする場合は、最初に六フッ化ウランを加水分解してフッ化ウラニルを得る。
{\displaystyle {\ce {UF6\ + 2 H2O -> UO2F2\ + 4 HF}}}
続いてフッ化ウラニルにアンモニア水を加え、重ウラン酸アンモニウムの沈殿を得る。
{\displaystyle {\ce {2 UO2F2\ + 6 NH4OH -> (NH4)2U2O7\ + 4 NH4F\ + 3 H2O}}}
硝酸ウラニルにアンモニア水を加えることでも重ウラン酸アンモニウムの沈殿が得られる。
{\displaystyle {\ce {2 UO2(NO3)2\ + 6 NH3\ + 3 H2O -> (NH4)2U2O7\ + 4 NH4NO3}}}
重ウラン酸アンモニウムを水素雰囲気で焙焼・還元して二酸化ウランを得る。
{\displaystyle {\ce {(NH4)2U2O7\ + H2 -> 2 UO2\ + 2 NH3\ + 3 H2O}}}
また、重ウラン酸アンモニウムを空気中で焙焼すると三酸化ウランが得られる。
{\displaystyle {\ce {(NH4)2U2O7 -> 2 UO3\ + 2 NH3\ + H2O}}}